# Tourismus in Thailand

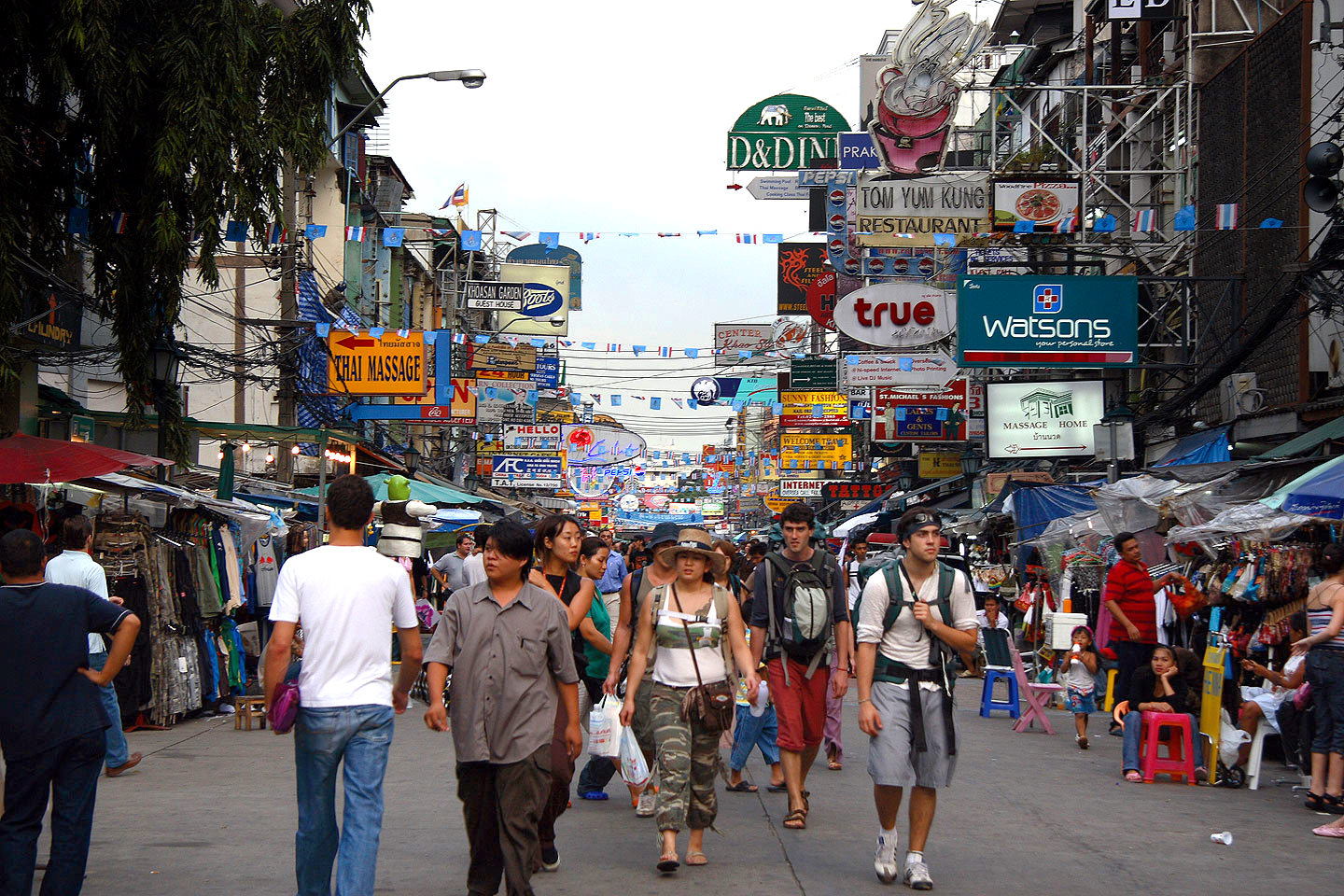
Touristenmagnet: Die Einkaufsmeile Khaosan Road in Bangkok

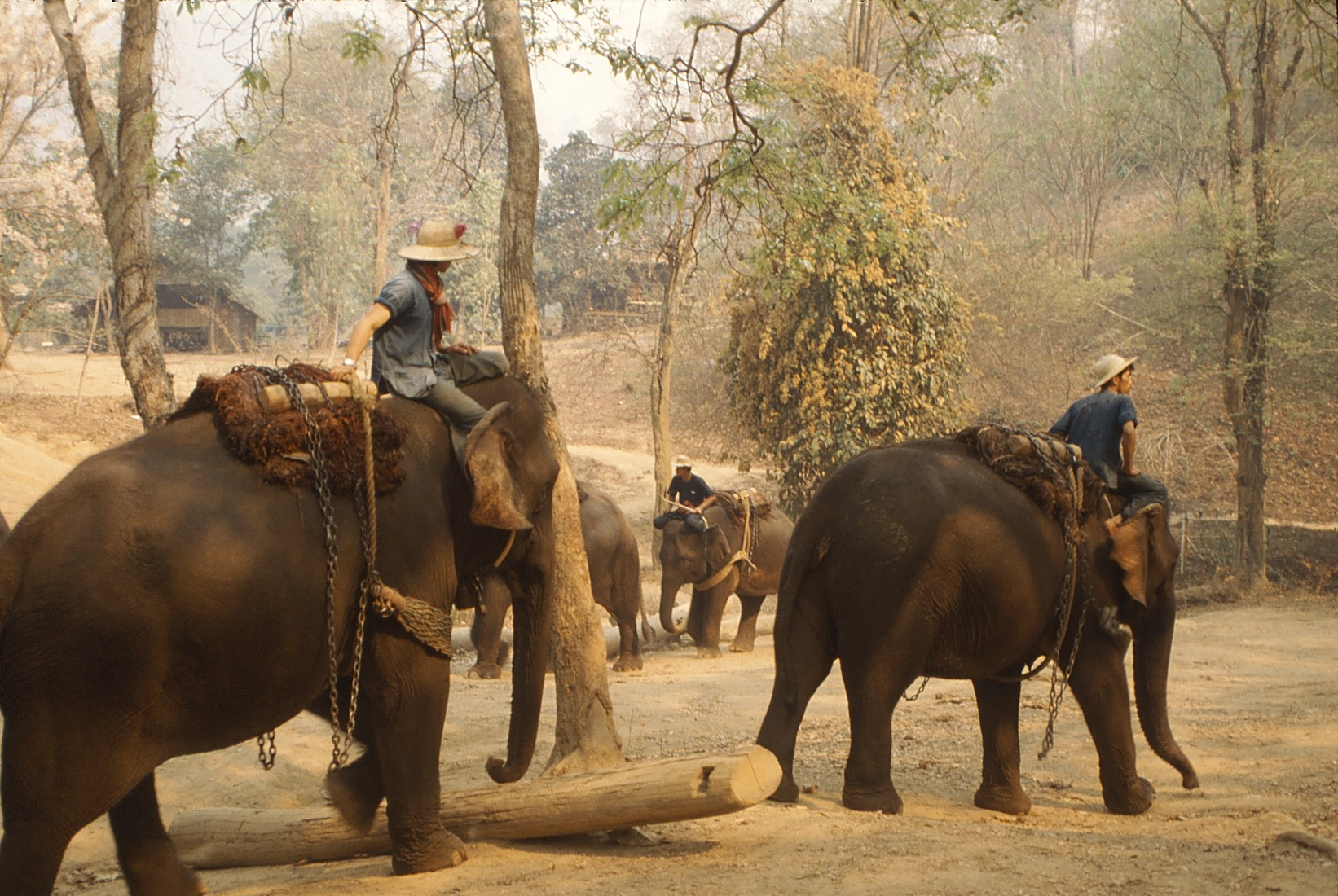
"Elephant Training Camp" in Nordthailand

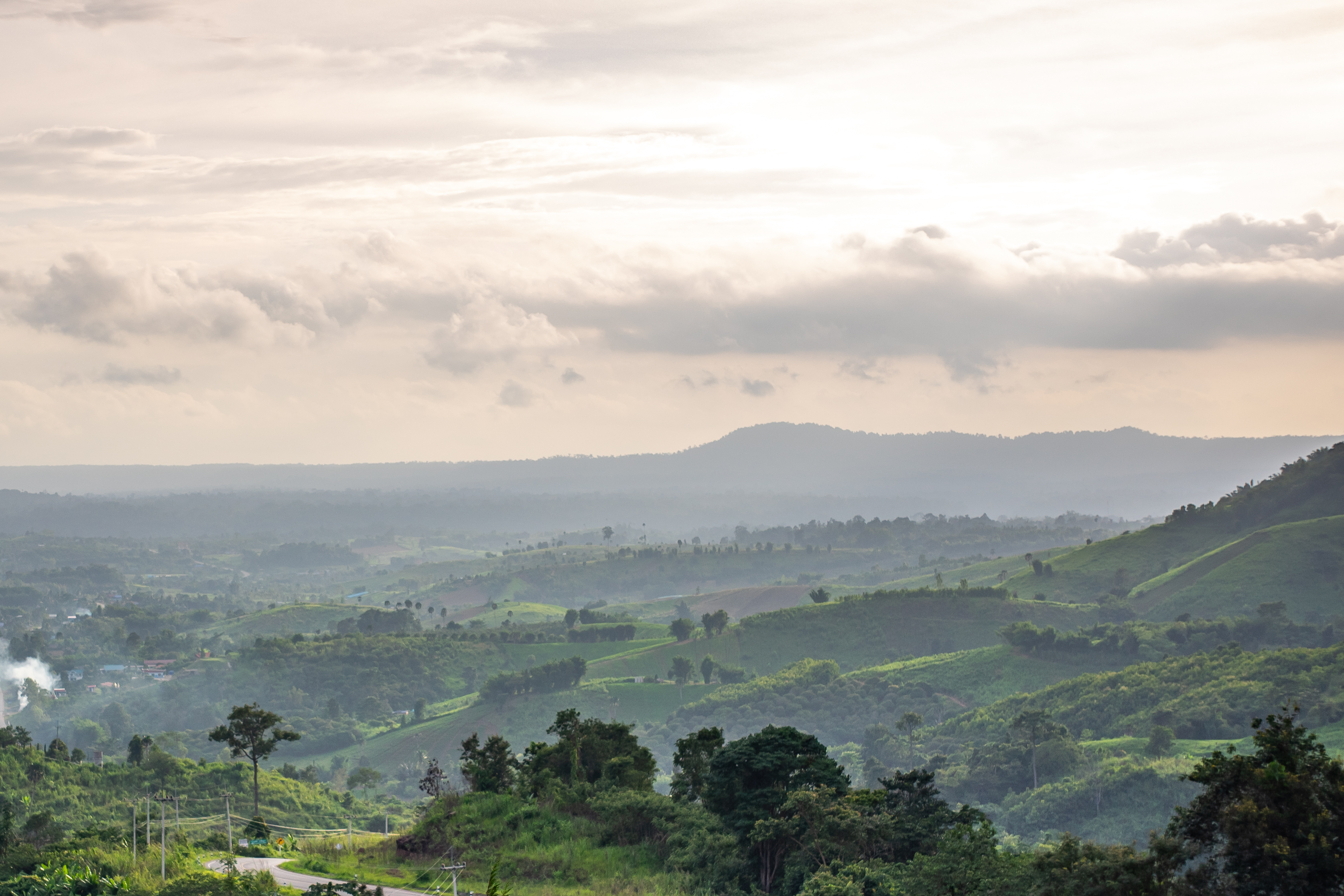
Nationalpark Khao Kho in der Phetchabun Provinz

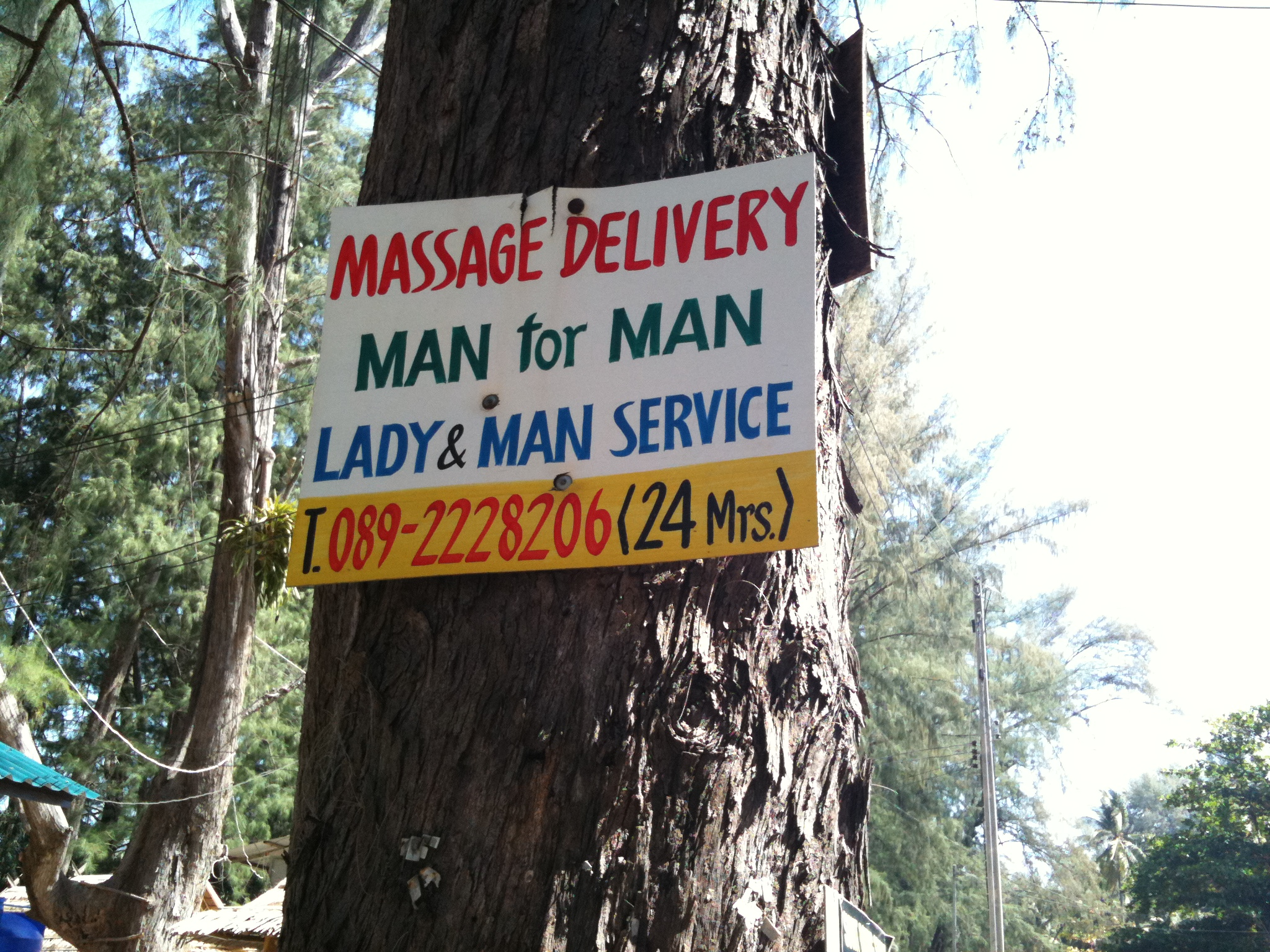
Überall im Land wird Massage angeboten

Der Tourismus in Thailand ist ein bedeutender Wirtschaftsfaktor in Thailand. Den größten Anteil am Tourismus haben Besucher aus asiatischen Staaten, der Anteil von Touristen aus östlichen Industrienationen (Asien, Australien) beträgt etwa 35–40 %. Informationen und Studien werden von Tourism Authority of Thailand bereitgestellt, die auch internationale Büros (wie in Frankfurt am Main) unterhält. Im Travel and Tourism Competitiveness Report 2017 des World Economic Forum belegt Thailand Platz 34 von 136 Ländern.
Der Tourismus hat in den 1970er Jahren einen starken Zuwachs durch im Vietnamkrieg eingesetzte Soldaten der US-amerikanischen Streitkräfte erfahren, die in Thailand Erholung suchten (Rest & Recuperation). Dies war auch der Beginn des Sextourismus in Thailand, der seit den 1980er Jahren wieder rückläufig ist (heute ist Prostitution vor allem in Pattaya vorhanden). Hauptziel der Touristen sind die Küsten sowie Bangkok und der bergige Nordwesten des Landes. Beliebt sind Erholungsreisen am Strand, Rundreisen, Kulturreisen sowie Aktivreisen. Vor und an den Küsten befinden sich zahlreiche Tauchgebiete, die zusätzliche Touristen anziehen.
Seitdem ist das Wachstum dieses Wirtschaftszweiges überwiegend ansteigend. 2014 reisten 24,8 Millionen internationale Gäste nach Thailand, wobei die durchschnittliche Aufenthaltsdauer 9,2 Tage betrug. 32,5 Millionen Urlauber kamen im Jahr 2016 nach Thailand. Im selben Jahr betrugen die Einnahmen aus dem internationalen Tourismus 52,5 Milliarden US-Dollar.
Als 2020 der Tourismus wegen der COVID-19-Pandemie stark zusammenbrach, konnte sich die Natur etwas erholen. Hierbei wurden jedoch auch die negativen Erscheinungen des Massentourismus, wie die Elefantenshows im Land sichtbar und die schlechte Versorgung der gezähmten Elefanten in der Zeit der Pandemie des einstigen siamesischen Wappentiers.
Folgende Tabelle gibt Überblick über die Entwicklung der Anzahl der Ankünfte von internationalen Gästen seit dem Jahr 1995. Als internationale Gäste zählen alle Personen, die aus dem Ausland anreisen und mindestens einmal im Land übernachten. Angegeben sind zudem die getätigten Ausgaben dieser Gäste (gerechnet in US-Dollar).
| Jahr | Anzahl int. Gäste | Einnahmen       |
| ---- | ----------------- | --------------- |
| 1995 | 6.952.000         | 9,257 Mrd. USD  |
| 2000 | 9.579.000         | 9,935 Mrd. USD  |
| 2005 | 11.567.000        | 12,103 Mrd. USD |
| 2010 | 15.936.000        | 23,796 Mrd. USD |
| 2011 | 19.230.000        | 30,924 Mrd. USD |
| 2012 | 22.354.000        | 37,766 Mrd. USD |
| 2013 | 26.547.000        | 45,738 Mrd. USD |
| 2014 | 24.810.000        | 42,047 Mrd. USD |
| 2015 | 29.923.000        | 48,527 Mrd. USD |
| 2016 | 32.530.000        | 52,465 Mrd. USD |
| 2017 | 35.592.000        | 62,158 Mrd. USD |
| 2018 | 38.178.000        | 65,242 Mrd. USD |